# Aeroportul Stebbins
Aeroportul Stebbins (IATA: WBB, FAA LID: WBB) este un aeroport din Alaska, Statele Unite ale Americii ce deservește zona Stebbins⁠(d). Aeroportul a fost tranzitat în 2019 de 7.482 de pasageri. A fost numit după zona deservită.
Situat la o altitudine de 4 m, aeroportul dispune de 1 pistă.

## Infrastructură

### Piste
Aeroportul dispune de o singură pistă. Pista 5/23 are suprafața de pietriș și dimensiunile 2.999 picioare × 60 picioare. 